# Juan de Rojas (escultor)
Juan de Rojas fue un ensamblador y escultor novohispano activo en México, activo entre los siglos XVII y XVIII.

Titular de un taller en Ciudad de México entre sus obras documentadas se encuentran diversos retablos para iglesias y conventos de la ciudad, entre ellos, el retablo testero del Convento de la Concepción (1704), el retablo mayor de la Profesa (1714-1720), o su intervención el retablo mayor del convento de San Francisco (1715) iniciado por Mateo de Pinos. En este último convento, por las mismas fechas, construyó la sillería del coro.

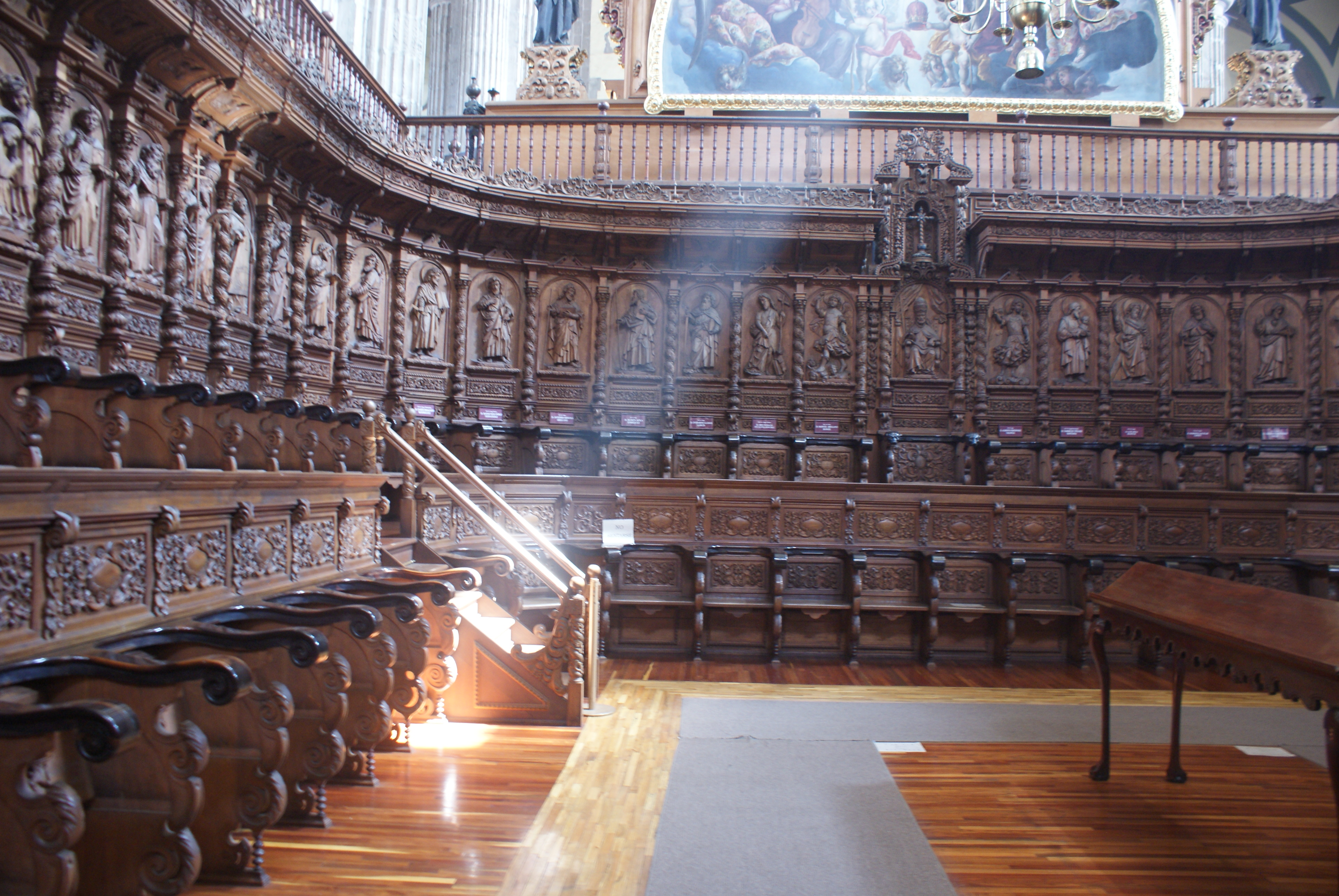
Coro de la Catedral de México

Su obra más conocida fue la sillería del coro de la Catedral de México. Realizada entre los años 1695 y 1697 fue presa del fuego en el incendio de 1967, incendio que también afectó a los órganos, al facistol de origen filipino realizado en 1762 y al Apocalipsis de Juan Correa que remataba el paño frontal del coro. De la parte escultórica sobrevivieron al fuego doce de los cincuenta y nueve tableros que decoraban los sitiales altos. El resto pudo ser reconstruido por el arquitecto Miguel Ángel Soto gracias a las numerosas fotografías que se conservan anteriores al incendio.

## Reivindicaciones gremiales
Como apunte biográfico relevante para el conocimiento de la situación de los escultores y ensambladores en la época en Ciudad de México, merece la pena destacar las reivindicaciones que este colectivo solicitó, a cuyo frente se situó Juan de Rojas, obteniéndolas del virrey en el año 1703, consistentes en que pudiesen establecer gremio independiente del de los carpinteros y contar con ordenanzas propias, como vía para evitar lo que consideraban intrusismo en su profesión y obtener un mayor reconocimiento profesional.